# مارك هيغز
مارك هيغز (بالإنجليزية: Mark Higgs)‏ هو لاعب كرة قدم أمريكية أمريكي، ولد في 11 أبريل 1966.

## وصلات خارجية
- مارك هيغز على موقع مرجع كرة القدم المحترفة.كوم (الإنجليزية)